# Fabianów (Dębinki)
Fabianów – zniesiona nazwa części wsi Dębinki w Polsce położona w województwie mazowieckim, w powiecie wyszkowskim, w gminie Zabrodzie. Leży na południowy zachód od Dębinek właściwych.
Dawniej samodzielna wieś. W latach 1867–1954 w gminie Zabrodzie w powiecie radzymińskim; 20 października 1933 utworzyła gromadę Fabjanów w granicach gminy Zabrodzie, składającą się z wsi Fabjanów i Gachówka. Od 1 lipca 1952 w powiecie wołomińskim.
W związku z reorganizacją administracji wiejskiej jesienią 1954, Fabianów wszedł w skład nowej gromady Zabrodzie.
Miejscowość włączono do wsi, a nazwę zniesiono w 2007 roku.
W latach 1975–1998 miejscowość należała administracyjnie do województwa ostrołęckiego.